# Hiromi Matsuura
Hiromi Matsuura (松浦 ひろみ?; Kōchi, 31 agosto 1984) è una cantante, modella, attrice pornografica, conduttrice radiofonica e AV idol giapponese.

## Vita e carriera

### Carriera musicale
Hiromi Matsuura fa il suo debutto sulla scena musicale nel settembre 2005 con il singolo Cruel, che arriva al numero 3 nella classifica dei singoli giapponese.
Nell'aprile del 2006 pubblica il secondo singolo, Save me, versione cantata del tema musicale del videogioco per PS2 Mitsu x Mitsu Drops.
Nell'ottobre 2006 ha pubblicato il suo primo album, Romantic Fantagic.
Nell'ottobre 2007, un mese dopo aver pubblicato il suo terzo singolo Happy Life, ha interrotto la propria tournée per il grave stress fisico e psicologico.
Tornata pienamente in attività un anno dopo, dopo la pubblicazione di alcuni singoli, nell'aprile 2009 ha dato alle stampe il suo secondo album, Angel Virgin.
Attualmente conduce il programma radiofonico Talk & Music sul canale FM Tatikawa Radio.

### AV Idol
Nell'ottobre 2008 Hiromi è stata protagonista di un video soft dove compariva senza veli, Singer Song Writer (現役シンガーソングライター松浦ひろみ 限界露出デビュー), presto seguito da altri video dello stesso genere che comunque non includevano scene di sesso.
L'esordio vero e proprio nel genere AV avviene nel febbraio 2009, quando viene pubblicato per la casa di produzione Idea Pocket il film Active shock debut singer! and immediately retired! (現役シンガー衝撃デビュー!そして即引退!), che fin dal titolo rimandava ad un'esperienza isolata.
Nel febbraio 2010 la Matsuura è rientrata nell'industria AV con il film Shock Revival Singer – Hiromi Matsuura e da allora ha interpretato 10 film pornografici, principalmente per la casa di produzione Alice Japan.

## Discografia

### Album
- Romantic Fantagic (2006.10.25)
- Angel Virgin (2009.4.22)

### Singoli
- Cruel (2005.9.7)
- Save Me (2006.4.5)
- Happy Life (2007.9.5)
- Honey (2008.12.24)
- Driving (2009.1.28)
- Free (2010.5.12)
- 落花流水 (2010.7.7)
- Sweet Love (2010.12.15)
- ありがとう」 (2011.5.11)

## Filmografia

### Soft Movies
- Singer Song Writer, 現役シンガーソングライター松浦ひろみ 限界露出デビュー (2008.10.10)
- Naked Clips (2008.12.12)
- Actress X S-class delusion - 3, 妄想X S級女優の旬感エクスタシー 03 (2009.6.25)
- だぶ☆りぃ (2009.8.21)
- 女神の素顔 (2009.9.11)

### AV Movies
- Active shock debut singer! and immediately retired!, 現役シンガー衝撃デビュー!そして即引退! (2009.2.1)
- Shock Revival Singer – Hiromi Matsuura, 現役シンガー松浦ひろみ 衝撃アリス復活!! (2010.2.12)
- Actual Singer Hiromi Matsuura's Super High-Class Soap!, 現役シンガー松浦ひろみの超高級ソープ! (2010.3.12)
- Music Lesson, 現役シンガー松浦ひろみのハメ狂う音楽女教師 (2010.4.9)
- Meet Up and Then Fuck in 4 Seconds, 出会って4秒で合体 松浦ひろみ (2010.5.14)
- Hiromi Matsuura Oral cleaning finish, 終わらないお掃除フェラ 松浦ひろみ (2010.6.11)
- Hiromi Matsuura - Do Homework with Sex, ○○しなきゃいけないセックス 松浦ひろみ (2010.7.09)
- Female Friend Who Has Relations With Men - Hiromi Matsuura's Situation, 男つながりの女友達 松浦ひろみの場合 (2010.8.13)
- Semen That Drips Out, Ballad of the Senses and Lust, 現役シンガー松浦ひろみ 滴る愛液 官能と愛欲のバラード (2010.11.4)
- The First Nude Active Singer Live, 松浦ひろみ 初めての全裸LIVE (2010.11.18)
- Fucking with The New Boyfriend, 人妻シンガーソングライター (2011.3.7)